# Luhe-Wildenau
Luhe-Wildenau är en köping (Markt) i Landkreis Neustadt an der Waldnaab i Regierungsbezirk Oberpfalz i förbundslandet Bayern i Tyskland.
En kommun bildades 1 maj 1978 genom en sammanslagning av köpingen Luhe och kommunerna Neudorf bei Luhe och Oberwildenau. Namnet ändrades från enbart Luhe till det nuvarande 1 juni 1979 och blev en köping 1 augusti 1980.